# Петрівка (Бердянський район)
Петрі́вка (болг. Горни Караагач) — село в Україні, у Приморській міській громаді Бердянського району Запорізької області. Населення становить 799 осіб.

## Географія
Село Петрівка знаходиться на березі річки Корсак в місці впадання в неї річки Шовкай, вище за течією на відстані 2 км розташоване село Мануйлівка, нижче за течією на відстані 2 км розташоване село Миколаївка (Приазовський район).

## Історія
Засноване болгарськими переселенцями в 1861 році.
7 (20) листопада 1917 року, відповідно до Третього Універсалу Української Центральної Ради, увійшло до складу Української Народної Республіки.
Під час організованого радянською владою Голодомору 1932—1933 років помер щонайменше 381 житель села.
12 червня 2020 року, відповідно до розпорядження Кабінету Міністрів України № 713-р «Про визначення адміністративних центрів та затвердження територій територіальних громад Запорізької області», увійшло до складу Приморської міської громади.
19 липня 2020 року, в результаті адміністративно-територіальної реформи та ліквідації  Приморського району увійшло до складу новоутвореного Бердянського району.
Село тимчасово окуповане російськими військами 24 лютого 2022 року.

## Економіка
- «Петрівське», ТОВ.

## Об'єкти соціальної сфери
- Школа.